# لويس رو كابرال
لويس رو كابرال (بالإسبانية: Luis Roux Cabral)‏ هو لاعب شطرنج أوروغواياني، ولد في 17 نوفمبر 1913 في مونتفيدو في الأوروغواي، وتوفي في 1973.

## وصلات خارجية
- لويس رو كابرال على موقع مباريات الشطرنج (الإنجليزية)
- لويس رو كابرال على موقع 365Chess.com (الإنجليزية)
- لويس رو كابرال سجل أولمبياد الشطرنج على موقع OlimpBase.org (الإنجليزية)